# 1905-ös magyar atlétikai bajnokság
Az 1905-ös magyar atlétikai bajnokságot – amely a 10. bajnokság volt. A rúdugrással tizenegyre nőtt a bajnoki címek száma.

## Eredmények

### Férfiak
| Versenyszám     | Arany                     | Arany   | Ezüst                     | Ezüst   | Bronz                   | Bronz   |
| --------------- | ------------------------- | ------- | ------------------------- | ------- | ----------------------- | ------- |
| 100 yard        | Bertalan Zoltán Magyar AC | 10,8    | Kéméndy Ernő UTE          |         | Hellmich Miksa BEAC     |         |
| 440 yard        | Bertalan Zoltán Magyar AC | 54,8    | Nagy József BAK           |         | Bodor Ödön BPTTSE       |         |
| 880 yard        | Nagy József BAK           | 2:08,4  | Bernegh József BPTTSE     |         |                         |         |
| 1 mérföld       | Bodor Ödön BPTTSE         | 4:54,4  | Penninger Gusztáv BEAC    |         | Bernegh József BPTTSE   |         |
| 120 yard gát    | Kováts Nándor BBTE        | 17,6    | Vargha Pál Magyar AC      |         | Kéméndy Ernő UTE        |         |
| 30 km gyaloglás | Sorgó Miklós BBTE         | 2:57:07 | Tumbász Lajos SZSE        |         |                         |         |
| magasugrás      | Gönczy Lajos BEAC         | 175 cm  | Nemes Dezső Magyar AC     | 170 cm  | Urbáry Sándor Magyar AC | 166 cm  |
| távolugrás      | Somodi István BEAC        | 650 cm  | Vargha Pál Magyar AC      | 645 cm  | Kéméndy Ernő UTE        | 638 cm  |
| rúdugrás        | Szabó Kálmán BTC          | 313 cm  | Terebessy Ágost Magyar AC | 313 cm  | Kazár Emil Magyar AC    | 292 cm  |
| súlylökés       | Kozla András BEAC         | 12,05 m | László Géza MTK           | 11,83 m | Koósa Tibor Magyar AC   | 10,85 m |
| diszkoszvetés   | Kozla András BEAC         | 37,34 m | Luntzer György PTE        | 37,22 m | Strausz Gyula BEAC      | 36,80 m |